# Kilrenny
Kilrenny, in gaelico scozzese Cill Reithneach, è un villaggio del Fife, Scozia, Regno Unito, parte dell'East Neuk, si trova immediatamente a nord di Anstruther sulla costa meridionale del Fife.
Il villaggio, originariamente, si chiamava Upper Kilrenny fin quando, nel XVI secolo, il vicino Lower Kilrenny cambiò il suo nome in Cellardyke.
La parte più antica della sua chiesa è la torre del XV secolo mentre il suo corpo principale è stato ricostruito nel 1807-1808 riusando materiale originario